# کوویرا
ژنرال کوویرا (انگلیسی: Kuvira) یا کوویرا، یک شخصیت خیالی در مجموعهٔ پویانمایی تلویزیونی افسانه کورا نیکلودئون است که توسط مایکل دانته دی‌مارتینو و برایان کونیتزکو خلق شده‌است. او که در فصل سوم سریال به عنوان نقش مکمل معرفی شد، تبدیل به هماورد اصلی فصل چهارم و قهرمان اصلی مجموعهٔ خرابه‌های امپراطوری می‌شود. کوویرا با ویژگی‌های مشابهی با نقش شخصیت کورا در فصل‌های قبل خلق شد تا تغییراتی را که در طول مجموعه ایجاد کرده بود برجسته کند. شخصیت کوویرا بیشتر با استقبال مثبت روبرو شده‌است. منتقدان انگیزه‌های او را قابل درک می‌دانند، در حالی که اقدامات او را به سیاست شبیه می‌دانند.